# Palazzo Paolo De Benedetti
Il palazzo Paolo De Benedetti è un edificio storico italiano, sito in piazza San Donato 21, nel centro storico di Genova. È uno dei Palazzi dei Rolli che furono designati, al tempo della Repubblica di Genova, a ospitare gli ospiti di alto rango durante le visite di stato per conto del governo genovese.
Dal 1946 il suo portale è sottoposto a vincolo di tutela da parte della soprintendenza, di particolare rilievo artistico.
Nel palazzo, all'adiacente civico 53r, ha sede la Società promotrice di belle arti.

## Storia e descrizione
Il palazzo fu edificato alla fine del XV secolo. Le prime notizie su di esso si hanno con l'iscrizione nei rolli (anno 1588, bussolo 3; anno 1599, bussolo 3), a nome di Paolo de Benedetti. Il XVII secolo, col mutare delle classi sociali e la nascita delle prime forme di alta borghesia arrichitesi coi liberi commerci, indusse a scelte obbligate una parte della nobiltà cittadina; il manufatto passò perciò dalla funzione di residenza nobiliare a sede del monastero di San Bernardo, che doveva essersi distribuito in altri edifici contigui.
Il complesso risulta composto da tre corpi uniti in tempi successivi, mentre uno solo di essi corrisponderebbe al manufatto iscritto nei rolli, anche se non è possibile distinguerne chiaramente i caratteri. Il corpo su San Donato ha subito una manutenzione recente delle parti comuni. Dell'assetto originario, tardo quattrocentesco, mantiene la prima rampa di scale, il ballatoio voltato a crociera con peducci in pietra e il significativo portale di ingresso in pietra nera.

## Galleria d'immagini

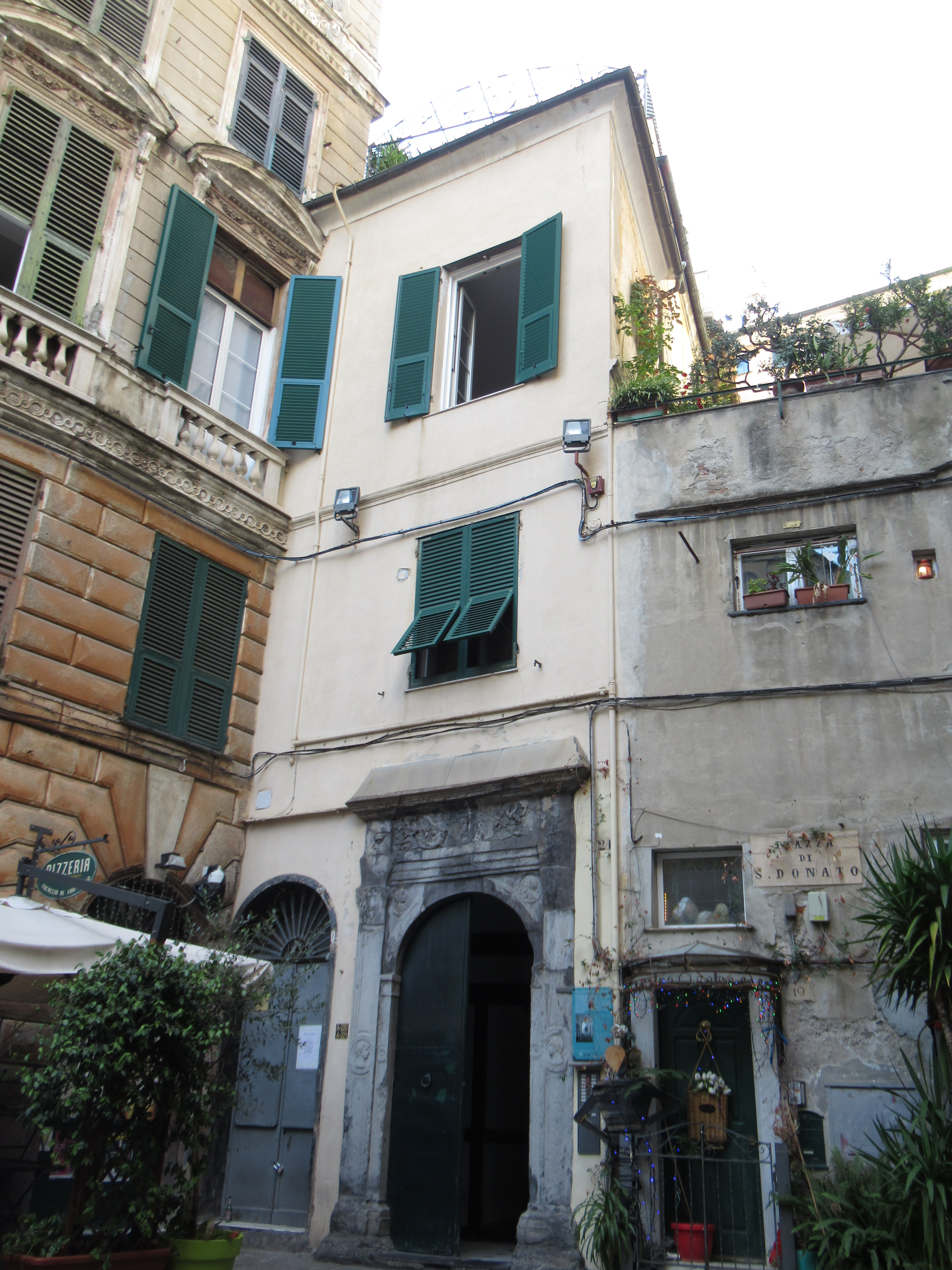
Il corpo del palazzo
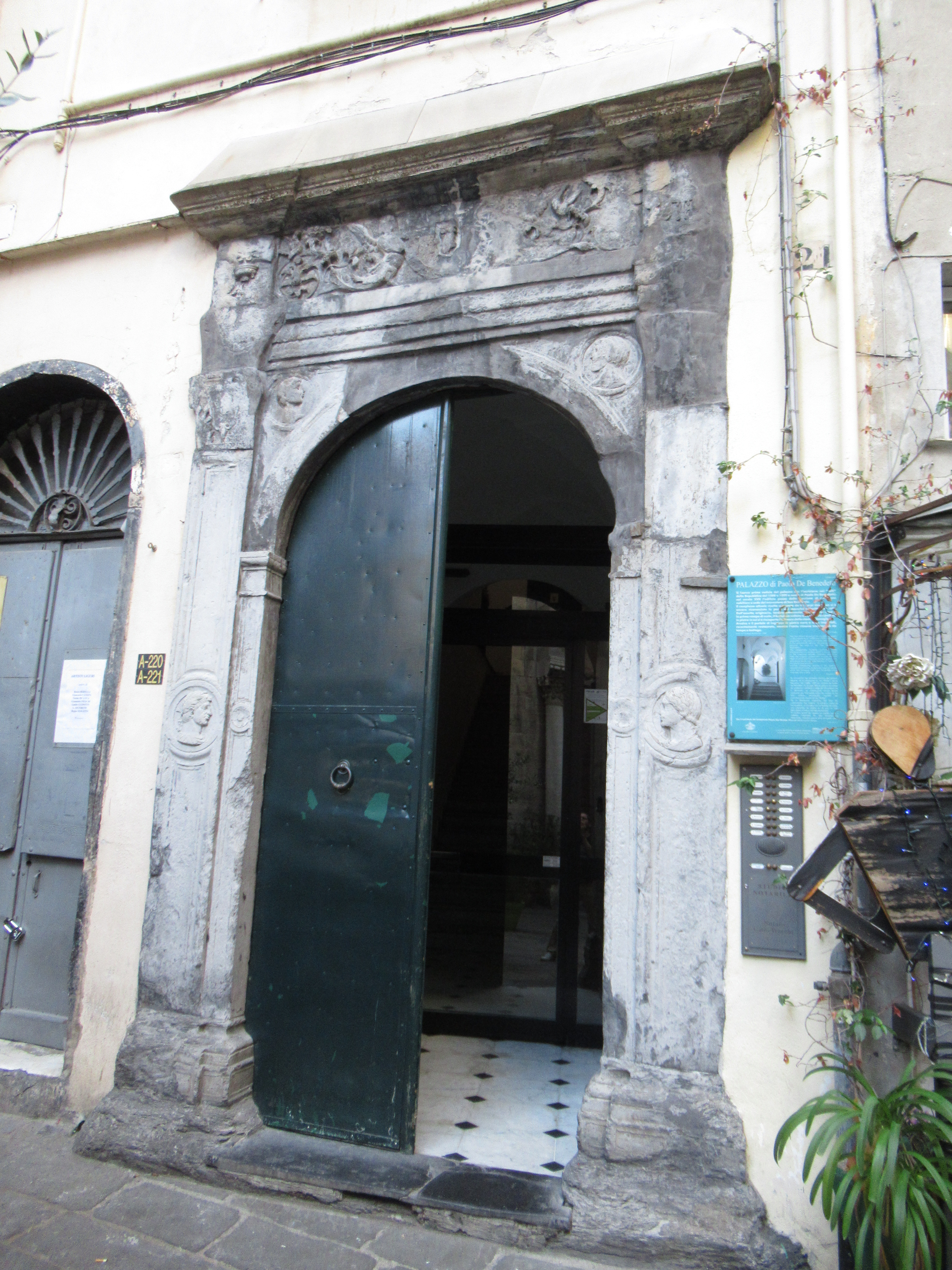
Il portale con decorazioni marmoree